# La Tourette-Cabardès
La Tourette-Cabardès är en kommun i departementet Aude i regionen Occitanien  i södra Frankrike. Kommunen ligger  i kantonen Mas-Cabardès som ligger i arrondissementet Carcassonne. År 2022 hade La Tourette-Cabardès 22 invånare.

## Befolkningsutveckling
Antalet invånare i kommunen La Tourette-Cabardès
Referens: INSEE